# Tychonisches Weltmodell

Weltsystem nach Tycho Brahe: Im Zentrum der Welt steht die Erde, doch bewegen sich die anderen Planeten um die Sonne

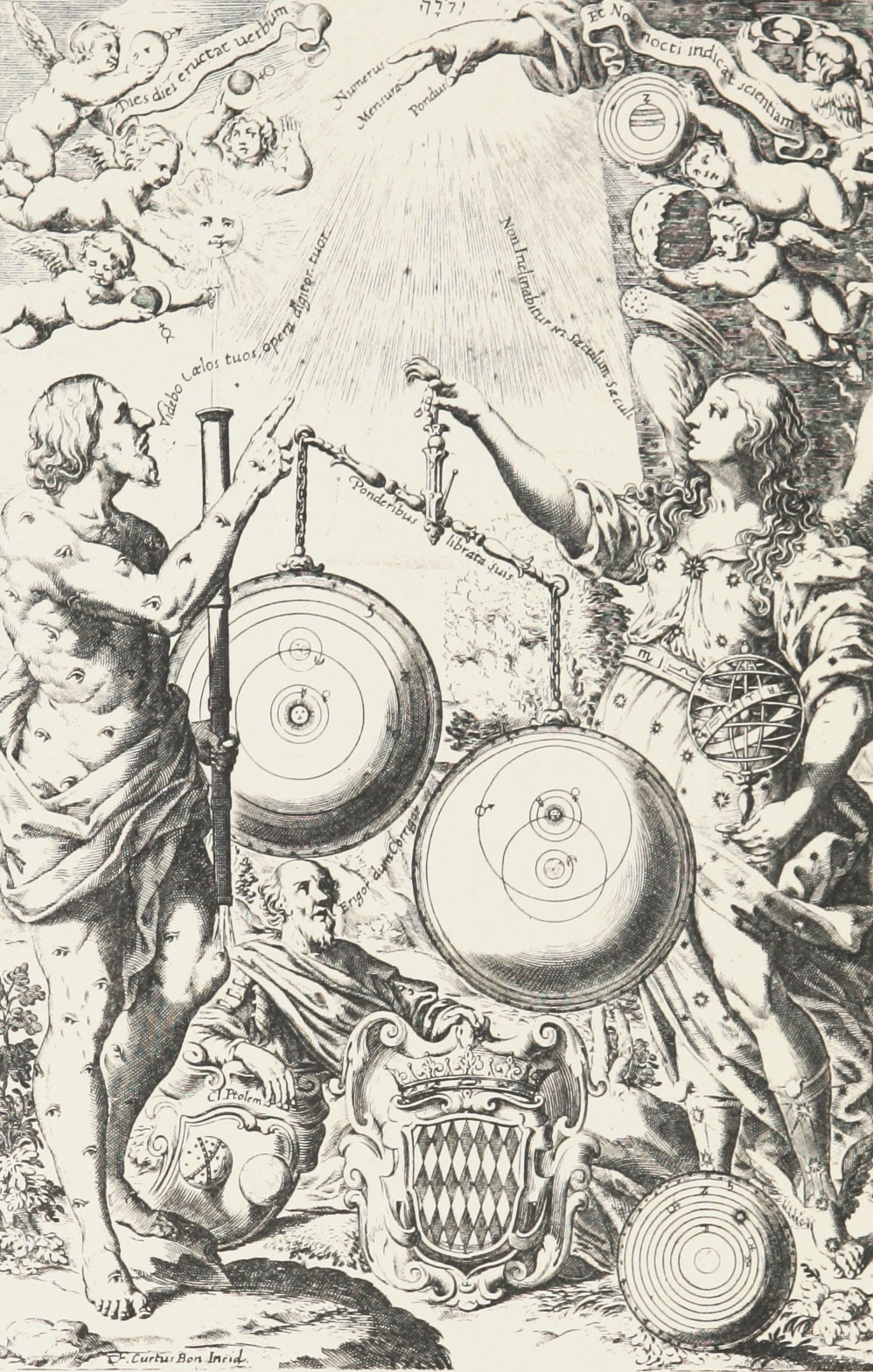
Frontispiz des Almagestum novum von Giovanni Riccioli
Die heliozentrische Theorie von Kopernikus wird für zu leicht befunden gegenüber Ricciolis Modell, in dem der Mond, die Sonne, Jupiter und Saturn die Erde umkreisen und Merkur, Venus und Mars die Sonne. (Systema Semi-Tychonicum)

Das Tychonische Weltsystem oder Weltmodell des Tycho ist jenes nach Tycho Brahe benannte geozentrische Weltbild, das bezüglich der Entfernungen und Winkel zwischen den Himmelskörpern des Sonnensystems mit dem heliozentrischen Weltbild übereinstimmt, „nur dass er die jährliche Erdbewegung des Kopernikus auf das ganze System der Planetenbahnen und auf die Sonne überträgt“: Mond und Sonne kreisen um die Erde; Merkur, Venus, Mars, Jupiter und Saturn jedoch um die sich bewegende Sonne. Der Äquant des ptolemäischen Weltbildes wird dabei mit der Sonne identifiziert. Dieses auch geo-heliozentrisch genannte Modell vermeidet den damals zu kühnen Schritt, der Erde eine Bewegung zuzuweisen, wie es z. B. Galileo Galilei tat. Dennoch sind die Planetenschleifen schlüssig erklärbar, ebenso wie alle neuen, mit dem Fernrohr entdeckten Phänomene wie Venusphasen und veränderliche Größe der Planetenscheiben.
Tycho beschrieb dieses Modell erstmals 1588 in der Schrift De Mundi Aetherei … als Kompromiss zwischen den „Peripatetikern“, d. h. Lehrern der Physik von Aristoteles nebst der Astronomie von Ptolemaeus, und dem Heliozentrismus, vertreten von Nikolaus Kopernikus.

## Ähnliche Modelle
Ein fast identisches Planetenmodell stammt von Nicolaus Reimers (Ursus), der mit Tycho, seinem Nachfolger als Hofmathematiker, darüber in einen Prioritätsstreit geriet. Nach Reimers Angaben erdachte er sein Modell 1585 nach einem Besuch auf Tycho Brahes Insel Hven. Im Folgejahr habe er es in Kassel vorgestellt, wovon Tycho erfahren habe. Reimers’ Veröffentlichung Fundamentum Astronomicum (1588) erfolgte etwa zeitgleich.
Unterschied: Während Tycho der Erde keinerlei Bewegung zutraut (eindeutig überliefert in Briefen an Christoph Rothmann), dreht sie sich bei Reimers um sich selbst, was die tägliche Bewegung des gesamten Kosmos „abschafft“ und eine Vorstellung eines sehr großen, wenn nicht sogar unendlichen, Fixsternhimmels wie bei Thomas Digges zulässt.
Auch Paul Wittich hat das geo-heliozentrische Weltbild vertreten, eventuell angeregt von dem Werk Primae de coelo et terra institutiones. (Venedig 1573) von Valentin Naboth. Dort findet sich das nach Martianus Capella benannte System, in dem sich „schon“ Merkur und Venus um die Sonne drehen. Athanasius Kircher nennt dieses Modell ägyptisch.
Bereits Kopernikus selbst schrieb in De revolutionibus orbium coelestium:

„… Deshalb scheint mir durchaus nicht unbeachtenswerth, was Martianus Capella, welcher eine Encyclopädie geschrieben hat, und einige andere Lateiner sehr wohl wussten. Er glaubt nämlich, dass Venus und Merkur die Sonne als ihren Mittelpunkt umkreisen, und deswegen von ihr nicht weiter weggehen können, als es die Kreise ihrer Bahnen erlauben, weil sie die Erde nicht wie die andern umkreisen, sondern wechselnd-wiederkehrende Abstände haben. Was will dies Anderes bedeuten, als dass dieselben um die Sonne, als um den Mittelpunkt ihrer Bahnen, kreisen? So würde denn in der That die Bahn Merkur’s von derjenigen der Venus, welche mehr als doppelt so gross ist, umschlossen, und fände in der Ausdehnung dieser die ihr genügende Stelle. Nimmt man hiervon Gelegenheit, und bezieht Saturn, Jupiter und Mars auf denselben Mittelpunkt, während man die grosse Ausdehnung ihrer Bahnen in’s Auge fasst, welche mit Jenen auch die darin liegende Erde enthält und umschliesst: so wird man die Erklärung der regelmässigen Ordnung ihrer Bewegungen nicht verfehlen…“

Weiterhin beschrieben Helisäus Röslin 1597 und Simon Marius 1609/10 ebenfalls ein geoheliozentrisches System. Letzterer angeregt durch seine (mit Galilei zeitgleiche) Entdeckung der Jupitermonde. Er schrieb darüber 1614 in seinem Werk Mundus Iovialis.

### Indien
In Indien wurde um 1500 ein ähnliches Modell von Nilakantha Somayaji entwickelt.

## Bedeutung im 17. Jahrhundert
Einige Jahrzehnte lang wurde das Tychonische Modell von vielen Wissenschaftlern öffentlich favorisiert – ob auch aus innerer Überzeugung, ist nicht sicher feststellbar. Bekannte Vertreter des Modells oder ähnlicher Varianten waren die Jesuiten Kircher, Christoph Clavius, Giovanni Riccioli, dessen Kollege Francesco Maria Grimaldi und verschiedene Universitätsprofessoren in Oberitalien.
Riccioli behandelte das Tychonische Planetenmodell ausführlich in seinem 1651 erschienenen „Neuen Almagest“, in dem er unter anderem die Galileischen Fallgesetze übernahm, sie aber experimentell als Beweis gegen die These einer bewegten Erde benützte. In der Astronomia reformata von 1665 erkannte Riccioli die Ellipse als mathematisches Modell zur Beschreibung der Planetenbahnen an.

## Argumente gegen und für die Heliozentrik

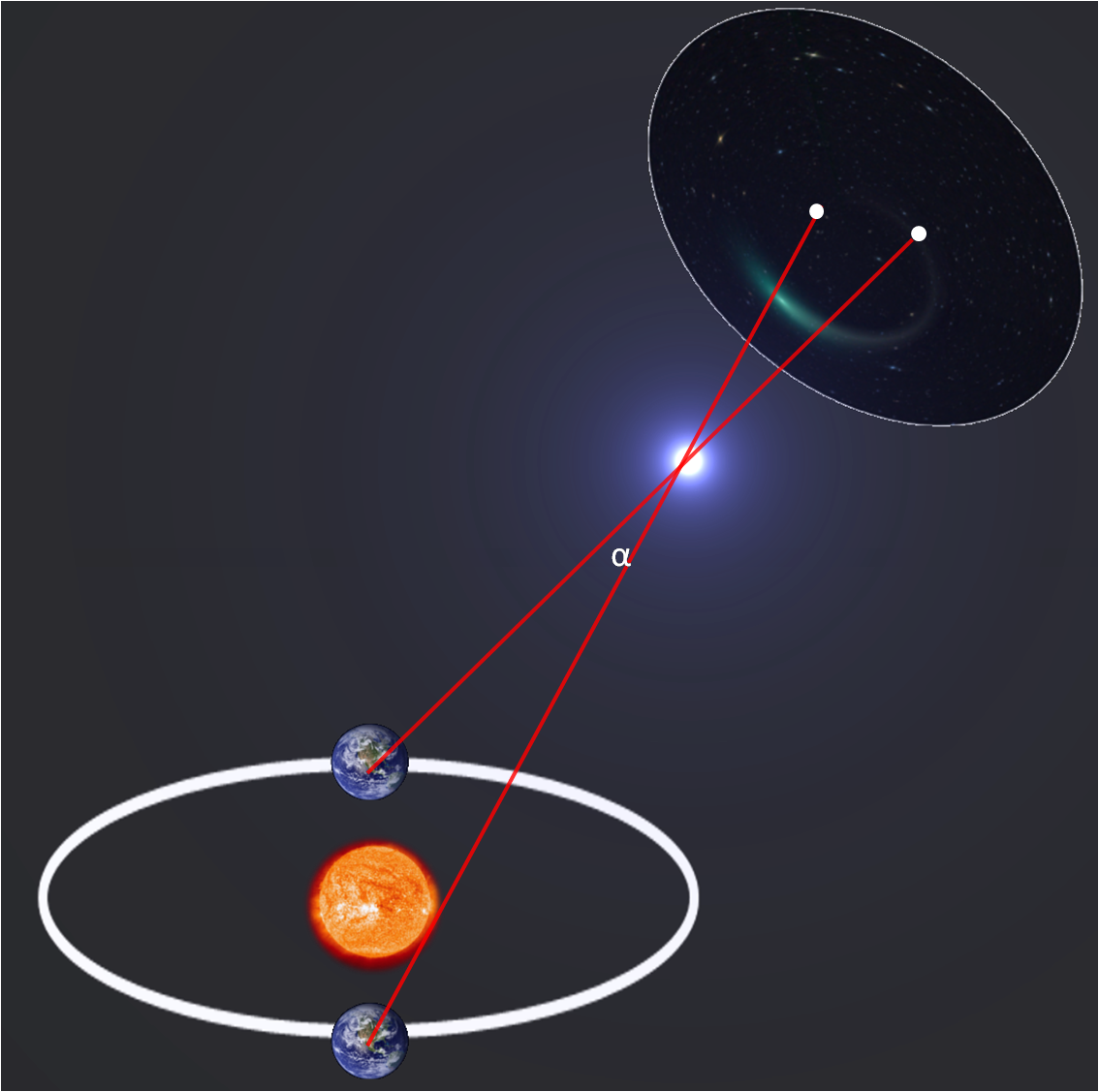
Mit dem „Dickerwerden“ der Fixsternsphäre wurde dann nach einer Bewegungsparallaxe gesucht.

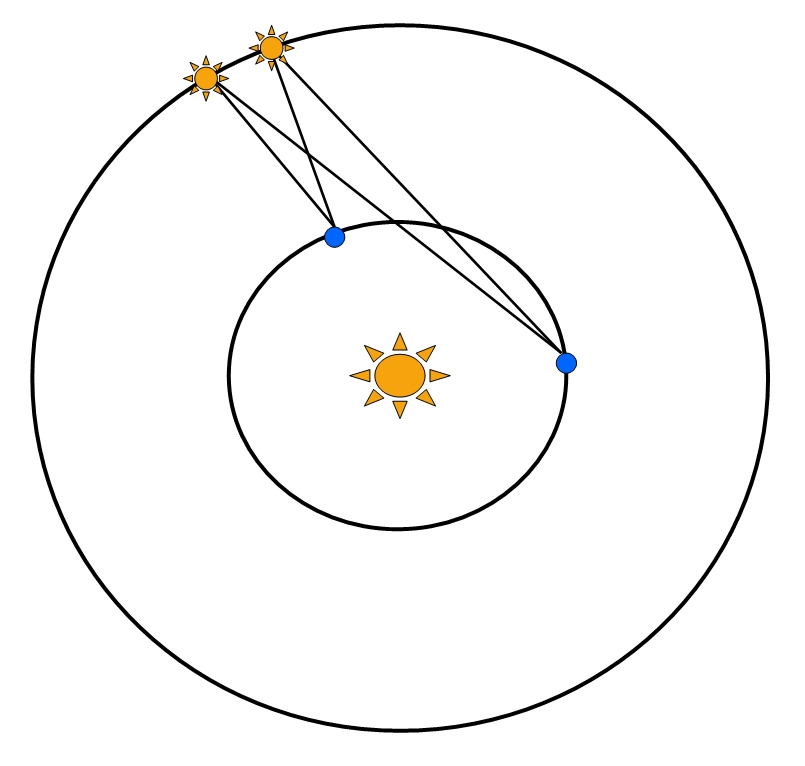
Ursprünglich wurde eine Veränderung des Winkels zwischen zwei Sternen wegen der Bewegung der Erde um die Sonne erwartet.

Für Tycho Brahe war die Unveränderlichkeit der Sternpositionen das Hauptargument für die zentrale Stellung der Erde. Der Abstand zwischen zwei Sternen (der gemessene Winkel) müsste kleiner werden, wenn man diesen wegen der jährlichen Revolution der Erde näher kam. Diese Änderung („Parallaxe“), hervorgerufen durch den Abstand zwischen Beobachter und Objekt, wurde seit Aristarch von Samos gesucht.
Wie Kopernikus von einer unermesslich weit entfernten Fixsternsphäre ausgehend, beschrieb Johannes Kepler den Unterschied des Tychonischen zu seinem System in der Harmonice mundi: „…wie wenn einer, der auf einem Papier einen Kreis beschreibt, den Schreibstift des Zirkels herumbewegt, ein anderer aber {Tycho Brahe}, der das Papier oder die Tafel auf einer Drehscheibe befestigt, den Stift oder Griffel des Zirkels festhält und den gleichen Kreis auf der rotierenden Tafel beschreibt.“
Isaac Newtons Principia mit seiner Gravitationstheorie erschien 1687 und im 18. Jahrhundert wurde die Masseabhängigkeit der Bewegungen zunehmend anerkannt, wobei in England auch schon vor Newton die Kopernikaner in der Royal Society dominant waren. Robert Hooke, der sich mit Newton um die Priorität des Gravitationsgesetzes stritt, zeigte Verständnis für die Geozentriker und sah in der jährlichen Sternparallaxe das Experimentum crucis zur Entscheidung zwischen den Systemen und glaubte dies geschafft zu haben.
Die allgemein anerkannten Beweise für die Heliozentrik ließen lange auf sich warten. James Bradley entdeckte 1728 bei dem Versuch, eine Parallaxe der „Fixsterne“ zu messen, dass die Position jedes Sterns im Laufe des Jahres wegen der Bewegung der Erde relativ zur Fixsternsphäre (Aberration) schwankt, und Friedrich Wilhelm Bessel gelang 1838 schließlich der lange, schon in der Antike gesuchte „Königsbeweis“.
Erst der Pendelversuch von Léon Foucault überzeugte 1851 die letzten Zweifler.